# Illa Coelleira
Illa Coelleira är öar i Spanien.   De ligger i provinsen Provincia de Lugo och regionen Galicien, i den nordvästra delen av landet, 500 km nordväst om huvudstaden Madrid. Arean är 0,22 kvadratkilometer.
Terrängen på Illa Coelleira är platt. Öns högsta punkt är 69 meter över havet. Den sträcker sig 0,6 kilometer i nord-sydlig riktning, och 0,5 kilometer i öst-västlig riktning.